# Siegmund Schleinitz
Siegmund von Schleinitz (ur. 23 lipca 1890 w Berlinie, zm. 30 listopada 1968 w Kilonii) – niemiecki generał, uczestnik agresji na Polskę i Francję oraz ataku na Związek Radziecki.
W armii niemieckiej służył od 1909 roku, uczestnicząc od 1914 roku w I wojnie światowej. Po zakończeniu wojny kontynuował karierę w Reichswehrze. W czasie II wojny światowej brał udział w 1939 roku agresji na Polskę, a w 1940 roku w agresji na Francję. Uczestniczył też w jej okupacji. W 1941 roku brał udział w ataku na Związek Radziecki. W czasie walk z Armią Czerwoną na terytorium Związku Radzieckiego dowodził kolejno: 9 Dywizją Piechoty i 361 Dywizją Piechoty. Następnie został dowódcą 402 Dywizji Zapasowej z którą nadal walczył przeciw Armii Czerwonej ale już na terytorium III Rzeszy. Schleinitz został wzięty do niewoli 16 marca 1945 roku przez żołnierzy z 1 Armii Wojska Polskiego. Z niewoli radzieckiej zwolniony został w 1955 roku.

## Awanse
- kadet (1909)
- chorąży (1910)
- podporucznik
- porucznik (1915)
- kapitan (1918)
- major (1931)
- podpułkownik (1934)
- pułkownik (1937)
- generał (1940)
- generał porucznik (1942)[5]

## Ordery i odznaczenia
- Krzyż Rycerski Krzyża Żelaznego